# 何寨街道
何寨街道，是中华人民共和国陕西省西安市临潼区下辖的一个街道办事处。

## 行政区划
何寨街道下辖以下地区：
何寨社区、何寨村、马寨村、圣力寺村、季家村、董家村、庙底村、福柳村、樊曹村、宋家村、粉张村、孙家村、皂张村和寇家村。